# Ранніку
Ра́нніку (ест. Ranniku küla) — село в Естонії, у волості Тистамаа повіту Пярнумаа.

## Населення
Чисельність населення на 31 грудня 2011 року становила 24 особи.

## Географія
Через село проходить автошлях 101 (Аудру — Тистамаа — Нурмсі).